# Chiesa di San Lorenzo (Monterappoli)
La chiesa di San Lorenzo è un luogo di culto cattolico che si trova a Monterappoli, frazione di Empoli, in provincia di Firenze, nel territorio dell'arcidiocesi di Firenze.

## Storia
La chiesa di San Lorenzo era la chiesa situata all'interno delle mura del castello di Monterappoli e le sue vicende più antiche seguono quelle del castello dei Conti Guidi fino al 1273 quando venne ceduto alla Repubblica fiorentina. Ma già nel 1260 il popolo di San Lorenzo aveva contribuito a finanziare le truppe fiorentine impegnate a Montalcino contro quelle senesi e nel 1288 contribuì al mantenimento delle esercito di Firenze in occasione della battaglia di Pontedera combattuta contro Pisa.
Nel 1368 i fiorentini riedificarono il castello di Monterappoli e la chiesa di San Lorenzo fu sottoposta al patronato della compagnia di Orsanmichele, che nel 1382 fece realizzare l'altare di San Paolo, e nominata anche negli statuti comunali di Monterappoli varati nel 1395.
Nel 1545 fu restaurata e nel 1565 le venne costruito accanto l'oratorio di Sant'Antonio. Tra il 1754 e il 1777 la primitiva piccola chiesa fu ingrandita su iniziativa del parroco don Santi Benelli, che fece modificare l'impianto dell'edificio e la decorò con stucchi e pitture di gusto barocco.
Nuovamente ingrandita nel 1865 e decorata con pitture nel transetto, nel catino absidale e nel soffitto. Nel 1943 venne rifatto il pavimento.

## Descrizione

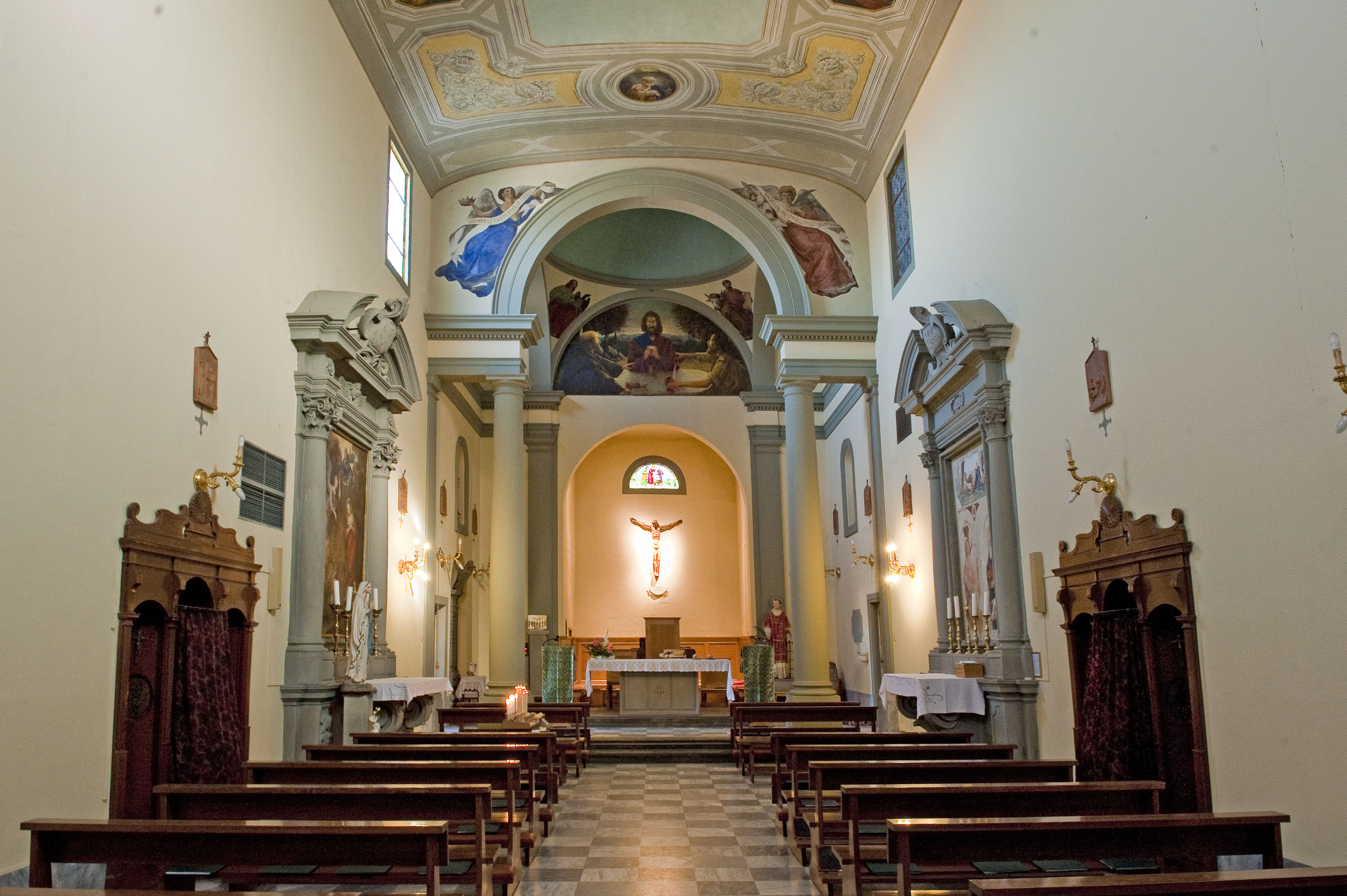
Interno

La chiesa consiste in un'aula rettangolare, coperta a tetto e conclusa con un transetto..
Il fianco settentrionale, pur in parte coperto dalla fabbrica della compagnia, è quello che meglio conserva la struttura romanica; il paramento murario di epoca romanica è in mattoni di vario colore ed è inquadrato da due lesene e da una cornice a risega. Nella muratura sono inseriti due bacini ceramici decorati a cobalto e manganese e grazie a questi elementi è possibile datare l'edificio tra la fine del XII secolo e i primi del XIII.
A metà navata circa si trovano due altari settecenteschi dotati uno di una tela raffigurante l'Annunciazione, opera del 1737, e l'altro di un dipinto di Raffaello Botticini raffigurante San Sebastiano e Sant'Antonio e completato non la tela raffigurante la Tentazione di sant'Antonio abate opera firmata da Egisto Ferroni e datata 1865.